# Дарлинг (горный хребет)
Да́рлинг (англ. Darling) — горный хребет на юго-западе Австралии. Представляет собой приподнятый край равнин Западной Австралии, круто обрывающийся к прибрежной низменности.
Длина хребта составляет около 300 км, высота — до 582 м (гора Кук). Растительность на западном влажном склоне — эвкалиптовые леса, во внутренних засушливых районах — эвкалиптовые редколесья и кустарники (малга-скрэб).